# Gottfried Dienst
Gottfried Dienst, né le 9 septembre 1919 à Bâle et mort le 1er juin 1998 à Bâle, est un arbitre suisse de football. Il fut arbitre FIFA de 1955 à 1968.
Il est connu pour avoir arbitré la finale de la Coupe du monde de football de 1966 entre les Anglais et les Allemands, surtout pour le troisième but des Anglais, ce qui créa une grande polémique : "le ballon est-il rentré" ? À la 101e minute, Geoffrey Hurst frappe et cela rebondit sous la transversale de Hans Tilkowski, puis sur la ligne de but. Alors, avec l'aval de son arbitre de touche, le soviétique Tofik Bakhramov, il valide ce but, dont personne ne peut affirmer s'il était légitime ou non. 
De même pour la finale de l'Euro 1968 entre l'Italie et la Yougoslavie, Dienst est soupçonné de favoriser l'équipe italienne, d'où la nomination d'un arbitre espagnol, José María Ortiz de Mendíbil pour arbitrer le deuxième match de la finale, la première manche ayant vu les équipes se séparer sur un score nul.
Il meurt le 1er juin 1998 à l’hôpital cantonal de Bâle.

## Carrière
Il a officié dans des compétitions majeures : 
- Coupe des clubs champions européens 1960-1961 (finale)
- Coupe du monde de football de 1962 (3 matchs)
- Coupe des clubs champions européens 1964-1965 (finale)
- Coupe des villes de foires 1964-1965 (finale)
- Coupe du monde de football de 1966 (2 matchs dont la finale)
- Euro 1968 (finale no 1)